# 愛媛県道29号宇和野村線
愛媛県道29号宇和野村線（えひめけんどう29ごう うわのむらせん）は、愛媛県西予市宇和町卯之町から西予市野村町坂石に至る県道（主要地方道）である。

## 概要
西予市宇和町卯之町と西予市野村町坂石までを結ぶ幹線道路である。国道56号から分岐するとすぐに松山自動車道（有料区間）終点の西予宇和インターチェンジと接続する。どんぶり館を通過してからは肱川（宇和川）に沿って道路が伸びている。
沿線の西予市宇和町明間には名水百選に選ばれた観音水がある。市内野村町野村には野村ダムが広がり、河西（かわさい）トンネルを通過して出合大橋を渡ると国道441号と接続、重複する。ダム湖畔を下ると、西予市立野村中学校の少し前で国道441号が分岐する。分岐した後は再び肱川に沿って緩やかに蛇行し、野村町坂石で国道197号に接続して終点を迎える。

### 路線データ
- 起点：西予市宇和町卯之町（国道56号交点）
- 終点：西予市野村町坂石（国道197号交点）

## 歴史
- 1993年（平成5年）5月11日 - 建設省から、県道宇和野村線が宇和野村線として主要地方道に指定される[1]。
- 2018年（平成30年）平成30年7月豪雨により地滑りが発生したことにより野村町鎌田 - 栗木間2.4キロで通行止め。
- 2022年（令和4年）9月29日 - 7月豪雨被災区間の復旧工事が一部完成し、片側交互通行が開始される[2][3]。

## 路線状況

### 重複区間
- 国道441号（西予市野村町河西 - 同市野村町阿下）

### 道の駅
- 道の駅どんぶり館

## 地理

### 通過する自治体
- 西予市

### 交差する道路
- 国道56号（起点）
- 愛媛県道237号鳥坂宇和線（西予市宇和町卯之町）
- 松山自動車道 西予宇和インターチェンジ・愛媛県道45号宇和明浜線（西予市宇和町稲生）
- 愛媛県道31号宇和三間線（西予市宇和町下川）
- 国道441号（西予市野村町河西）
- 国道441号（西予市野村町阿下）
- 愛媛県道44号大洲野村線（西予市野村町蔵良）
- 国道197号（終点）

### 沿線にある施設など
- 西予市立明間小学校
- 野村ダム
- 野村シルク博物館 （国道441号重複区間）
- 野村病院（国道441号重複区間）
- 西予市立野村小学校（国道441号重複区間）
- 西予市役所野村庁舎（国道441号重複区間）
- 西予市立野村中学校
- 愛媛県立野村高等学校
- 西予市立大和田小学校